# FC Dukla Hranice

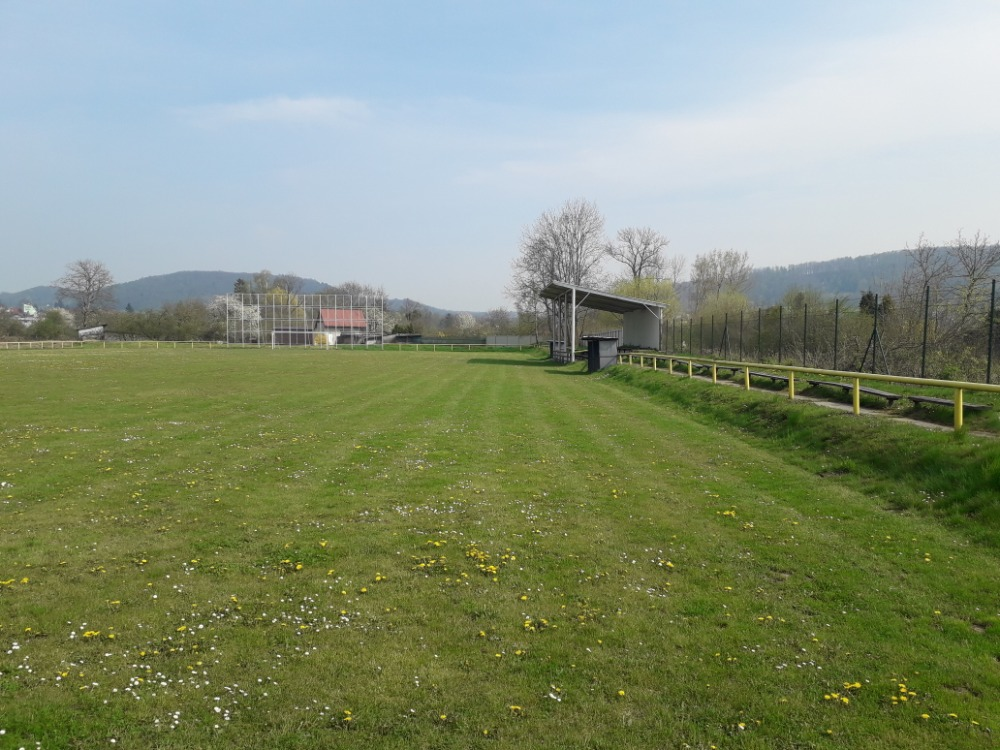
Tribuna stadionu Dukla Hranice

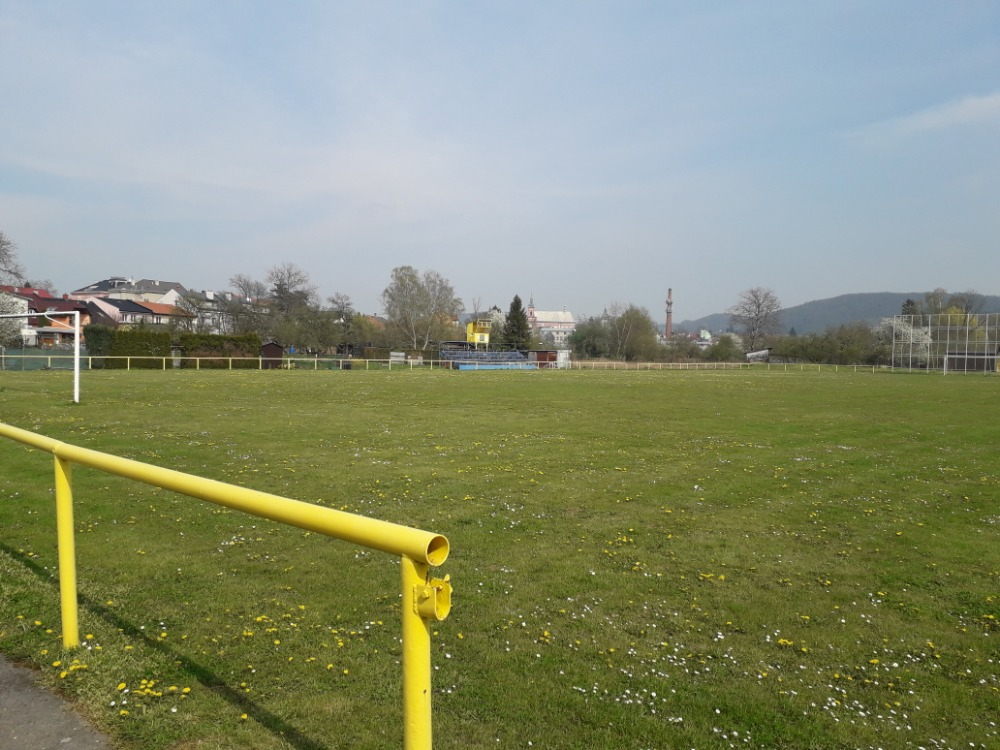
stadion Dukly Hranice

FC Dukla Hranice je český fotbalový klub z Hranic, který byl založen roku 1948. Největšího úspěchu klub dosáhl v sezoně 1997/98, když vyhrál Moravsko-Slezskou Divizi E a postoupil do MSFL, v níž působil 2 ročníky (1998/99 a 1999/00). Od sezony 2012/13 působí v Okresní soutěži Přerovska (nejnižší soutěž na Přerovsku).

## Vývoj názvu
Zdroj: 
- 1948 – ATK Hranice (Armádní tělovýchovný klub Hranice)
- 1955 – Dukla Hranice
- 1959 – přerušil činnost (CT 01.10.1959)
- 1965 –  obnovil činnost (PO 06.09.1965)
- 1986 – VTJ Hranice (Vojenská tělovýchovná jednota Hranice)
- 1994 – FC Dukla Sekopt Hranice (Football Club Dukla Sekopt Hranice)
- 2001 – FC Dukla Hranice (Football Club Dukla Hranice)
- 2016 - FC DUKLA Hranice z.s. (zapsaný spolek)

## Umístění v jednotlivých sezonách
Legenda: Z - zápasy, V - výhry, R - remízy, P - porážky, VG - vstřelené góly, OG - obdržené góly, +/- - rozdíl skóre, B - body, červené podbarvení - sestup, zelené podbarvení - postup, fialové podbarvení - reorganizace, změna skupiny či soutěže
| Československo (1969 – 1993) |                                        |        |    |     |       |     |     |     |      |    |        |
| Sezóny                       | Liga                                   | Úroveň | Z  | V   | R     | P   | VG  | OG  | +/-  | B  | Pozice |
| 1969/70                      | I. A třída Středomoravské župy – sk. B | 6      | 26 | 3   | 5     | 18  | 28  | 84  | −56  | 11 | 14.    |
| ...                          |                                        |        |    |     |       |     |     |     |      |    |        |
| 1986/87                      | Severomoravský krajský přebor          | 5      | 30 | 12  | 6     | 12  | 36  | 48  | −12  | 30 | 7.     |
| 1987/88                      | Severomoravský krajský přebor          | 5      | 30 | 14  | 3     | 13  | 52  | 49  | +3   | 31 | 5.     |
| 1988/89                      | Severomoravský krajský přebor          | 5      | 30 | 11  | 8     | 11  | 51  | 38  | +13  | 30 | 7.     |
| 1989/90                      | Severomoravský krajský přebor          | 5      | 30 | ... | ...   | ... | ... | ... | ...  |    |        |
| 1990/91                      | Severomoravský krajský přebor          | 5      | 30 | ... | ...   | ... | ... | ... | ...  |    |        |
| 1991/92                      | Hanácký župní přebor                   | 5      | 26 | 13  | 6     | 7   | 57  | 31  | +26  | 32 | 3.     |
| 1992/93                      | Hanácký župní přebor                   | 5      | 26 | 21  | 5     | 0   | 76  | 27  | +49  | 47 | 1.     |
| Česko (1993 – )              |                                        |        |    |     |       |     |     |     |      |    |        |
| Sezóna                       | Liga                                   | Úroveň | Z  | V   | R     | P   | VG  | OG  | +/-  | B  | Pozice |
| 1993/94                      | Divize E                               | 4      | 30 | 13  | 8     | 9   | 46  | 31  | +15  | 34 | 5.     |
| 1994/95                      | Divize E                               | 4      | 30 | 18  | 6     | 6   | 65  | 31  | +34  | 60 | 2.     |
| 1995/96                      | Divize E                               | 4      | 30 | 16  | 8     | 6   | 57  | 32  | +25  | 56 | 3.     |
| 1996/97                      | Divize E                               | 4      | 30 | 10  | 10    | 10  | 49  | 45  | +4   | 40 | 9.     |
| 1997/98                      | Divize E                               | 4      | 30 | 19  | 9     | 2   | 77  | 32  | +45  | 66 | 1.     |
| 1998/99                      | Moravskoslezská fotbalová liga         | 3      | 30 | 10  | 6     | 14  | 39  | 38  | +1   | 36 | 13.    |
| 1999/00                      | Moravskoslezská fotbalová liga         | 3      | 28 | 6   | 6     | 16  | 30  | 45  | −15  | 24 | 14.    |
| 2000/01                      | Divize E                               | 4      | 30 | 10  | 5     | 15  | 39  | 45  | −6   | 35 | 13.    |
| 2001/02                      | Divize E                               | 4      | 30 | 11  | 7     | 12  | 42  | 44  | −2   | 40 | 7.     |
| 2002/03                      | Divize E                               | 4      | 30 | 8   | 7     | 15  | 33  | 51  | −18  | 31 | 14.    |
| 2003/04                      | Okresní soutěž Přerovska – sk. B       | 9      |    | ... | ...   | ... | ... | ... | ...  |    |        |
| 2004/05                      | Okresní soutěž Přerovska – sk. B       | 9      | 26 | 20  | 3     | 3   | 68  | 19  | +49  | 63 | 2.     |
| 2005/06                      | Okresní přebor Přerovska               | 8      | 26 | 11  | 4     | 11  | 52  | 48  | +4   | 37 | 6.     |
| 2006/07                      | Okresní přebor Přerovska               | 8      | 26 | 15  | 3     | 8   | 51  | 37  | +14  | 48 | 4.     |
| 2007/08                      | Okresní přebor Přerovska               | 8      | 26 | 16  | 4     | 6   | 79  | 43  | +34  | 52 | 2.     |
| 2008/09                      | Okresní přebor Přerovska               | 8      | 26 | 11  | 2     | 13  | 63  | 53  | +10  | 24 | 8.     |
| 2009/10                      | Okresní přebor Přerovska               | 8      | 26 | 2   | 4     | 20  | 25  | 84  | −59  | 10 | 14.    |
| 2010/11                      | Okresní soutěž Přerovska – sk. B       | 9      | 26 | 18  | 2     | 6   | 75  | 39  | +36  | 56 | 2.     |
| 2011/12                      | Okresní přebor Přerovska               | 8      | 26 | 3   | 1     | 22  | 26  | 131 | −105 | 10 | 14.    |
| 2012/13                      | Okresní soutěž Přerovska – sk. B       | 9      | 22 | 10  | 3     | 9   | 61  | 62  | −1   | 33 | 6.     |
| 2013/14                      | Okresní soutěž Přerovska – sk. B       | 9      | 22 | 6   | 3     | 13  | 61  | 79  | −18  | 21 | 10.    |
| 2014/15                      | Okresní soutěž Přerovska – sk. B       | 9      | 18 | 7   | 1     | 10  | 44  | 42  | +2   | 22 | 6.     |
| 2015/16                      | Okresní soutěž Přerovska – sk. B       | 9      | 24 | 10  | 3     | 11  | 49  | 76  | −27  | 33 | 5.     |
| 2016/17                      | Okresní soutěž Přerovska – sk. B       | 9      | 21 | 4   | 5     | 12  | 32  | 63  | −31  | 14 | 8.     |
| 2017/18                      | Okresní soutěž Přerovska – sk. B       | 9      | 18 | 6   | 2     | 10  | 35  | 48  |      | 20 | 4.     |
| 2018/19                      | Okresní soutěž Přerovska               | 9      | 28 | 13  | 2 / 1 | 12  | 78  | 80  |      | 44 | 7.     |
| ** 2019/20                   | Okresní soutěž Přerovska               | 9      | 10 | 3   | 1 / 1 | 5   | 21  | 26  |      | 12 | 7.     |
| ** 2020/21                   | Okresní soutěž Přerovska               | 9      | 8  | 3   | 1 / 0 | 4   | 16  | 16  |      | 11 | 6.     |
| 2021/22                      | Okresní soutěž Přerovska               | 9      |    |     |       |     |     |     |      |    |        |

Poznámky:
- 2002/03: Klub se po sezoně odhlásil z divize, jeho místo v ročníku 2003/04 zaujalo mužstvo SFC Opava „B“. Dukla podala přihlášku do Okresní soutěže Přerovska (nejnižší soutěž na Přerovsku).
- 2010/11: Postoupilo také vítězné mužstvo SK Hranice „B“.
- 2015/16: Tento ročník byl hrán tříkolově.[12]
- 2016/17: Tento ročník byl hrán tříkolově. Dukle Hranice byly odečteny 3 body.[12]

**= sezona předčasně ukončena z důvodu pandemie covidu-19

## Lidé v klubu od 1. ledna 1993
Zdroj: 

### Předsedové klubu
- Alois Novák (jaro 1993 – podzim 1999)
- Štefan Príbela (jaro 2000 a podzim 2000)
- Jaromír Baroš (od jara 2001)

### Trenéři klubu
- Josef Velocha (jaro 1993)
- Pavel Höhn (1993/94 – 1995/96)
- Jaroslav Janoš (1996/97 – podzim 1999)
- Jan Jursík (jaro 2000)
- Pavel Pumprla (podzim 2000)
- Metoděj Nejedlý (jaro 2001 a podzim 2001)
- Pavel Höhn (jaro 2002 a podzim 2002)
- Zdeněk Knopp (jaro 2003)
- Miroslav Takáč (2003/04)
- Pavel Höhn (2004/05)
- Miroslav Takáč (2005/06)
- Pavel Höhn (2006/07)
- Zdeněk Hoffman a R. Jahn (2007/08)
- Pavel Höhn (2008/09 – podzim 2011)
- Miroslav Takáč (jaro 2012)
- Tomáš Stryk (podzim 2012)
- Roman Hladík (jaro 2013)
- Miroslav Takáč (podzim 2013)
- Roman Hladík (jaro 2014 a podzim 2014)
- Tomáš Stryk (od jara 2015)